# La Falange Cubana
La Falange Cubana fu un piccolo gruppo cubano falangista esistito dal 1936 al 1940 con Antonio Avendaño e Alfonso Serrano Vilariño. S’ispirava al modello della Falange spagnola.

## Storia
Sebbene il governo di Fulgencio Batista mantenesse buoni rapporti con Franco, rifiutava sdegnatamente l'ideologia fascista, che considerava "peones" e "rivoluzionaria", e l'unica vera manifestazione del falangismo a Cuba è stato il piccolo (e presto estinto) gruppo chiamato La Falange Cubana. La sua attività ha portato Batista a promulgare la legge che vieta i gruppi politici che fanno specifico riferimento a gruppi stranieri.